# Boyd (Texas)
Boyd es un pueblo ubicado en el condado de Wise en el estado estadounidense de Texas. En el Censo de 2010 tenía una población de 1.207 habitantes y una densidad poblacional de 113,72 personas por km².

## Geografía
Boyd se encuentra ubicado en las coordenadas 33°5′4″N 97°33′48″O / 33.08444, -97.56333. Según la Oficina del Censo de los Estados Unidos, Boyd tiene una superficie total de 10.61 km², de la cual 10.61 km² corresponden a tierra firme y (0%) 0 km² es agua.

## Demografía
Según el censo de 2010, había 1.207 personas residiendo en Boyd. La densidad de población era de 113,72 hab./km². De los 1.207 habitantes, Boyd estaba compuesto por el 86.91% blancos, el 0.33% eran afroamericanos, el 1.33% eran amerindios, el 0% eran asiáticos, el 0% eran isleños del Pacífico, el 8.04% eran de otras razas y el 3.4% pertenecían a dos o más razas. Del total de la población el 18.39% eran hispanos o latinos de cualquier raza.